# Řadič (počítač)

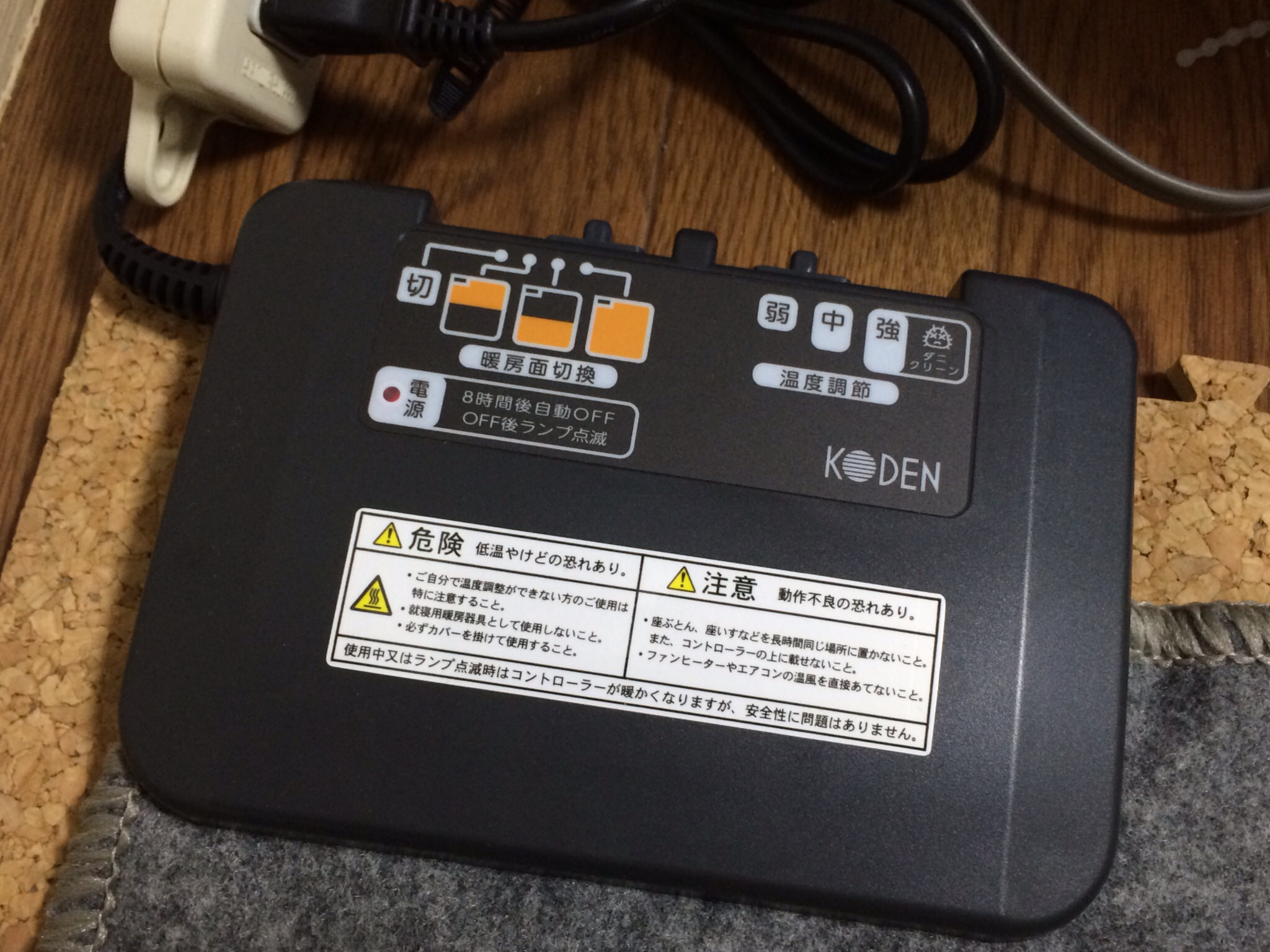
Řadič

Řadič, také řídící jednotka periferního zařízení, zřídka kontroler, je počítačový hardware zabezpečující styk (interfacing) s počítačovou periferií (počítačovým modulem). Řadič funguje jakoby tlumočník. Údaje z periferie překládá do formátu, kterému rozumí sběrnice a naopak. Je to řídící jednotka, která řídí celou činnost periferie. Toto řízení se provádí pomocí řídících signálů, které předává každému konkrétnímu zařízení v periferii. Reakcí na řídící signál jsou stavová hlášení, která jsou mu posílaná na zpracování pro následné rozhodnutí o dalším kroku. Každý řadič zařízení má na starosti určitý typ zařízení, ale může také paralelně pracovat s ostatními řadiči. Některé řadiče komunikují mezi sebou přímo, bez využití CPU.

## Řadiče používané ve výpočetní technice
- MFM/IDE/EIDE řadič (řadič pevného disku)
- řadič diskového pole (RAID)
- SCSI řadič
- grafický řadič
- síťový řadič
- řadič klávesnice
- řadič přerušení (IRQ)
- řadič pamětí
- řadič přímého přístupu do paměti (DMA)
- USB řadič
- FireWire (1394) řadič
- Thunderbolt řadič
- SATA radič
- řadič flash disku

A mnoho dalších…